# Подільчак Михайло Дмитрович
Подільчак Михайло Дмитрович (* 14 серпня 1919, с. Коровиця, Польща — †11 грудня 1999) — український лікар, доктор медичних наук, професор, завідувач кафедри загальної хірургії ЛНМУ імені Данила Галицького (1961—1985).

## Біографічні відомості
Народився 14 серпня 1919 року у селі с. Коровиця, Любачівського повіту (Польща) у селянській родині. У 1937 році з відзнакою закінчив українську гімназію в Перемишлі. Навчався на медичному факультеті Празького університету, який закінчив у 1942 році. В цьому ж році повернувся до Львова, де пропрацював все своє життя.
В 1943—1944 роках працював асистентом клініки дитячої хірургії і ортопедії Львівського медичного інституту. З осені 1944 перейшов у клініку шпитальної хірургії, де працював спочатку асистентом (1944—1958), потім — доцентом (1959—1960), а згодом — професором (1961—1966). З 1966 став завідувати кафедрою загальної хірургії лікувального факультету Львівського медичного інституту. З 1985 року після створення єдиної для всіх факультетів кафедри загальної хірургії, яку очолив професор Д. А. Макар, працював професором цієї кафедри до 1998 року.
У 1951 році захистив кандидатську дисертацію «Вплив мікробної інфекції на рак». У 1959 році захистив докторську дисертацію «Про роль проліферативного запалення в пухлинному процесі».
Помер М. Д. Подільчак 11 грудня 1999 року, похований у м. Львові.

## Науково-педагогічна діяльність
Опублікував понад 430 наукових праць, серед яких 3 монографії, 53 наукові роботи опубліковані в закордонних міжнародних журналах та працях міжнародних і всесвітніх конгресів з гастроентерології, хірургічної гастроентерології та онкології. Підготував 17 кандидатів медичних наук.
Володів українською, німецькою, польською, російською англійською, французькою, чеською мовами. З огляду на це часто представляв СРСР і Україну на численних міжнародних наукових форумах, зокрема головував на пленарних засіданнях на I-му Всесвітньому конгресі хірургів-гастроентерологів у Сан-Ремо, VIII конгресі гастроентерологів у Празі. Був дійсним членом наукового товариства імені Т. Г. Шевченка, почесним членом Українського Лікарського Товариства. В останні роки життя опублікував низку публіцистичних статей, мемуарів, спогадів про визначних особистостей львівської медицини, редагував видання «Лікарського збірника» НТШ.

## Напрями наукових досліджень
Хірургія шлунково-кишкового тракту, зокрема, питання діагностики та лікування виразкової хвороби шлунка; операційне лікування та профілактика тромбоемболії легеневої артерії; проблеми експериментальної та клінічної онкології; використання методів ензимології та імунології в хірургічній клініці.

## Основні праці
- Вплив мікробної інфекції на рак (канд. дис.). Львів, 1951;
- Роль хронического воспаления в патогенезе рака мочевого пузыря. Урология 1957, № 6;
- О роли пролиферативного воспаления в опухолевом процессе (докт. дис.) Львів, 1959;
- Хроническое воспаление и опухолевый рост (монографія). Київ, Здоров'я, 1965;
- Клиническая энзимология (монографія). Київ, Здоров'я, 1967;
- Содержание серотонина в крови больных раком желудка // Вопросы онкологии. 1970, № 1;
- Энзимодиагностика обтурационных желтух // Клин. хирургия.1984, № 9;
- Значение количественного определения естественных клеток-киллеров периферической крови у хирургических больных с гнойно-воспалительными процессами //Вестн. хирургии. 1990, № 5;
- Некоторые вопросы прогнозирования, лечения и профилактики тромбоэмболии легочной артерии // Клин. хирургия. 1990, № 7.
- Українська державна чоловіча гімназія у Перемишлі: До століття заснування // Шлях Перемоги. — 1995. — 29 лип. — С. 8.
- 75 років від заснування Українського вільного університету в Празі (1921—1945) // Шлях перемоги. — 1996. — 21 черв. — С. 6
- Приносить радість і надію (про. А. Гнатишака). Лемківський календар на 1997 рік. Львів, 1997.
- Талановитий композитор, пісняр, журналіст і письменник. Роман Купчинський (1894—1976) // Шлях перемоги. — 1995. — 30 груд.
- Лікарський збірник. Нова серія. Том I / Ред. колегія: Ярослав Ганіткевич (голова), Михайло Дубовий, Михайло Подільчак, Анна Рудницька).- Львів, 1992.- 136 с.
- Лікарський збірник. Нова серія. Том ІІІ / Ред. колегія: Ярослав Ганіткевич (голова), Ірина Даценко, Михайло Дубовий, Михайло Подільчак.- Львів, 1995.- 120 с.
- Академік Іван Горбачевський — видатний український вчений // Агапіт. — Київ, 1998. — N.9-10. — С. 51-52.
- Українська чоловіча гімназія в Перемишлі // Українська державна чоловіча гімназія у Перемишлі. — Дрогобич: Видавнича фірма «Відродження», 1995.